# Egbert-Jan Weeber
 (octobre 2018).
Si vous disposez d'ouvrages ou d'articles de référence ou si vous connaissez des sites web de qualité traitant du thème abordé ici, merci de compléter l'article en donnant les références utiles à sa vérifiabilité et en les liant à la section « Notes et références ».
Egbert-Jan Weeber, né le 18 juin 1981 à Groningue, est un acteur  et disc jockey néerlandais.

## Carrière
Autre que son métier d'acteur, il exerce son métier de disc jockey régulièrement depuis l'âge de 16 ans dans des festivals. En 2005, Il a joué au Mysteryland et au Amsterdam Dance Event.

## Filmographie
- 2001 : Expelled de Mijke de Jong
- 2002 : Oysters at Nam Kee's de Pollo de Pimentel : Berry
- 2003 : Godforsaken de Pieter Kuijpers : Stan Meijer[2]
- 2007 : Vivere de Angelina Maccarone : Snickers[3]
- 2008 : Anubis and the Path of 7 Sins de Dennis Bots : Graaf Rohan[4]
- 2009 : Life in One Day de Mark de Cloe[5]
- 2009 : Bollywood Hero de Diederik van Rooijen[6]
- 2010 : Saint de Dick Maas : Frank[7]
- 2012 : Fidgety Bram de Anna van der Heide : Meester Mark[8]
- 2013 : OVER de Elbe Stevens : Rob
- 2015 : Sunny Side Up de Lourens Blok : Daan
- 2015 : Michiel de Ruyter de Roel Reiné : William III d'Angleterre[9]
- 2016 : Seaside Walking de Mirjam de With : Johan[10]
- 2016 : Growth de Sil Van Der Woerd : Le père
- 2016 : If the Sun Explodes de Hanna van Niekerk : Philippe[11]
- 2016 : Brasserie Valentine de Sanne Vogel[12]
- 2017 : My Giraffe de Barbara Bredero : David Dap
- 2017 : Bella Donna's de Jon Karthaus : Niels[13]
- 2017 : Storm de Dennis Bots : Jacob Proost[14]
- 2018 : Redbad de Roel Reiné : Bonifatius[15]